# Наивысшая рада Литовская
Наивысшая Рада Литовская — временное революционное правительство, орган высшей исполнительной власти в Великом Княжестве Литовском во время Восстания Тадеуша Костюшко 1794 года. Действовало с 24 апреля по 11 июня 1794 года в Вильно (современный Вильнюс).

## История

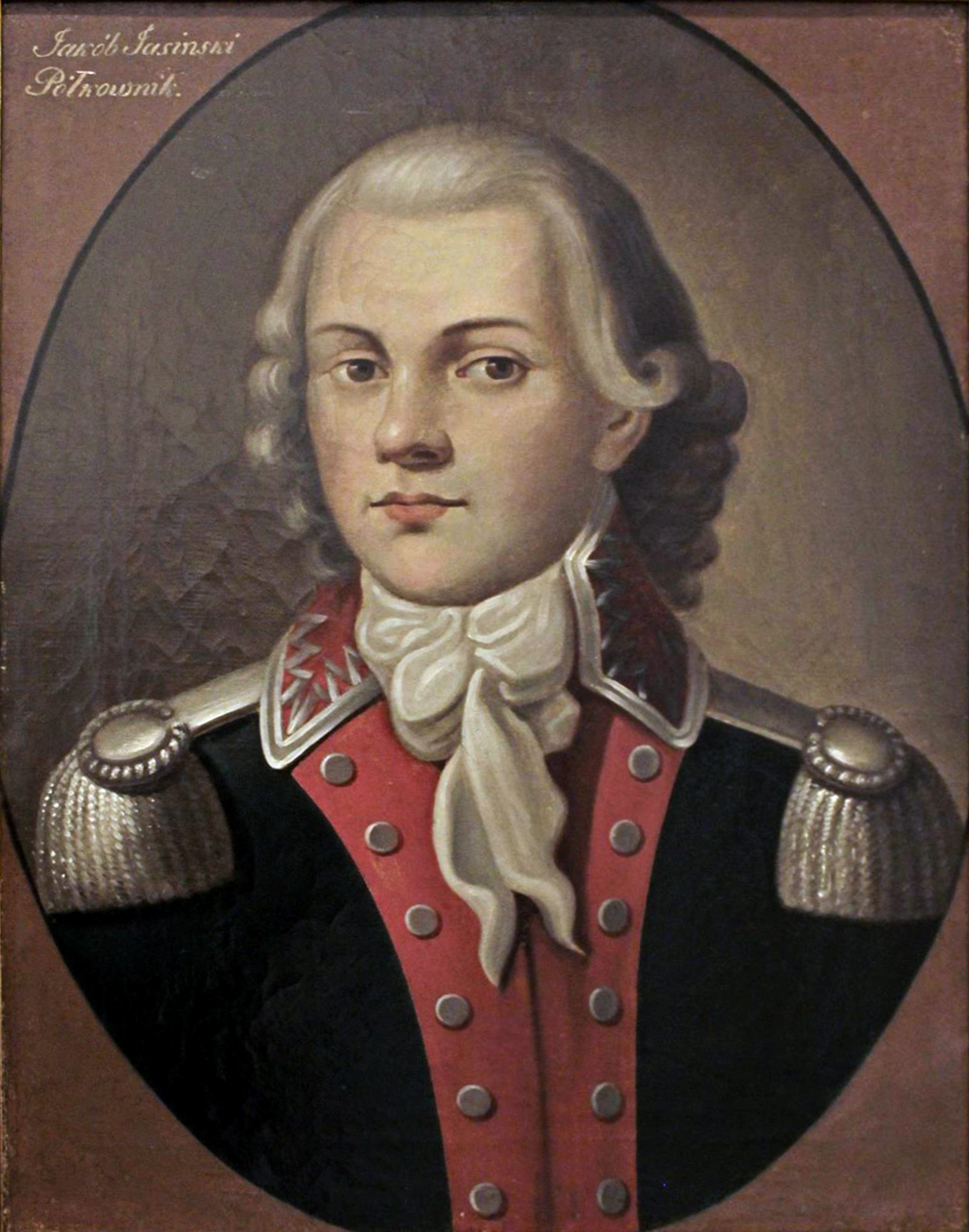
Якуб Ясинский — один из лидеров восстания Костюшко и видный деятель Наивысшей Литовской Рады.

В ночь с 22 на 23 апреля 1794 года разгорелось восстание в Вильне. Повстанцы быстро обезоружили российский гарнизон, взяв в плен 1012 человек.
Наивысшая Рада Литовская была создана 24 апреля 1794 года. Люди, которые вошли в состав Рады, торжественно присягнули на верность Отчизне, о чём было заявлено в опубликованном в тот же день «Акте восстания Литовского народа». В тот же день был подписан и зачитан и манифест о присоединении к восстанию в Польше. В манифесте звучал призыв добывать свободу и гражданское равенство с оружием в руках. Сделано это было на городском рынке, текст документов зачитал Ежи Белопетрович.
Рада состояла из четырёх депутаций:
- Криминальный суд (занимался наказанием предателей Отчизны);
- Депутация оснащения (занималась нуждами восстания);
- Депутация национальной безопасности (занималась вопросами контрразведки и предотвращением препятствий восстанию);
- Депутация национального богатства (заведовала казной).

Печатным органом Рады была Gazeta Narodowa Wileńska (Народная Виленская Газета)
Наивысшая Рада Литовская старалась вести независимую от Польши литовскую национальную политику, что привело к постепенному разочарованию повстанцев. Так, Якуб Ясинский после своего назначения Радой на должность комендантом армии ВКЛ (иными словами — главнокомандующим), вёл жёсткую революционную программу и даже имел намерение возродить государственную независимость Великого Княжества Литовского. Из-за отсутствия единства в повстанческом руководстве Костюшко, напуганный радикализмом Ясинского, отстранил его от командования. Приказом от 10 июня Рада была обвинена в сепаратизме, распущена и заменена на гораздо более консервативную по своему составу Центральную депутацию Великого княжества Литовского. Это сильно ослабило восстание, которое к тому моменту пошло на спад, и в результате чего уже в августе российские войска заняли Вильно.

## Состав Рады
- Юзеф Неселовский — воевода новогрудский;
- Антоний Тизенгауз — финансист, гродненский староста при Станиславе Августе Понятовском, видный гродненский меценат;
- Бенедикт Марикони — президент Вильно;
- Станислав Мирский — писарь великий литовский;
- Михаил Иероним Бжостовский — староста минский, чашник великий литовский (с 1794), драматург;
- Доминик Нарбут — войский лидский;
- Юзеф Пац — староста вилейский;
- Михаил Гробовский — конюший великий литовский;
- Станислав Волович — подкоморий речицкий;
- Томаш Вавжецкий — подкоморий ковенский (с 1784), хорунжий великий литовский (1791);
- Николай Храповицкий — маршалок оршанский;
- Валентий Горецкий — войский виленский;
- Бенедикт Карп — хорунжий упицкий;
- Михаил Страшевич — маршалок упицкий;
- Юзеф Коцел — полковник войска ВКЛ, посол на Четырёхлетнем сейме;
- Каэтан Нагурский — хорунжий шавельский;
- Шимон Вишневский — подкоморий пренский;
- Николай Моравский — экс-писарь военный;
- Тадеуш Высагерд —  войский пренский;
- Алоизий Сулистровский — подстолий великий литовский (1786);
- Самуэль Корсак — полковник войск литовких;
- Игнацы Гелгуд — экс-стражник литовский;
- Мартин Почобут-Одляницкий — белорусский и литовский просветитель, астроном, математик, ректор Главной Виленской школы;
- Михаил Карпович — архидьякон смоленский;
- Ежи Белопетрович — писарь войсковый литовский;
- Антоний Хлевинский — генерал-лейтенант войск Великого княжества Литовского, участник русско-польской войны 1792 года;
- Ромуальд Гедройц — генерал-лейтенант войск Великого княжества Литовского;
- Якуб Ясинский — один из руководителей восстания 1794 года, комендант армии ВКЛ;
- Антоний Лохницкий — экс-президент Вильно.